# Dominique Pinon
Dominique Pinon, właśc. Dominique Jean-Claude Pinon (ur. 4 marca 1955 w Saumur) – francuski aktor teatralny, filmowy i telewizyjny.

## Kariera
Jest ulubionym aktorem Jean-Pierre’a Jeuneta. W 1983 był nominowany do Césara w kategorii najbardziej obiecujący aktor za Powrót Martina Guerre. W 1991 zdobył nagrodę dla najlepszego aktora na Festiwalu w Sitges, a w 2015 został wyróżniony na VideoMaker Film Festival. Ponadto w 2004 zdobył nagrodę Moliera za rolę w sztuce Zima pod stołem. W 2017 nominowano go do nagrody Saturna za najlepszy występ gościnny w serialu Outlander.

## Filmografia
- 1981: Diva jako proboszcz
- 1986: Betty Blue jako diler
- 1989: Rewolucja francuska jako Jean-Baptiste Drouet
- 1991: Delicatessen jako Louison
- 1995: Miasto zaginionych dzieci jako Nurek / Klon
- 1997: Obcy: Przebudzenie jako Vriess
- 2001: Amelia jako Joseph
- 2003: Liga najgłupszych dżentelmenów jako Fredy Mazas
- 2004: Bardzo długie zaręczyny jako Sylvain
- 2005: Masz na imię Justine jako wujek Goran
- 2009: Bazyl. Człowiek z kulą w głowie jako Fracasse
- 2009: Istoty jako Gildas
- 2017: Prawdziwa historia jako Raymond
- 2018: Edmond jako Lucien,